# (278735) Kamioka
(278735) Kamioka est un astéroïde de la ceinture principale.

## Description
(278735) Kamioka est un astéroïde de la ceinture principale. Il fut découvert le 27 septembre 2008 à Vallemare Borbona par Vincenzo Silvano Casulli. Il présente une orbite caractérisée par un demi-grand axe de 2,76 UA, une excentricité de 0,09 et une inclinaison de 4,4° par rapport à l'écliptique.